# Нефтедобытчицы
«Нефтедобытчицы» (фр. Les Pétroleuses) — комедийный вестерн 1971 года режиссёра Кристиана Жака с Брижит Бардо и Клаудией Кардинале.

## Сюжет
1880 год. Техас. Пятеро красавиц-сестёр продолжает семейную традицию… грабят поезда, как когда-то и их отец — легендарный бандит Френчи Кинг.
При очередном налёте на поезд, переодетые мужчинами в чёрном, девушки среди награбленного обнаруживают документы на Маленькое ранчо «П». Луиза — лидер банды и старшая сестра решает, что все они на некоторое время должны залечь на дно и стать домашними девушками.
Так в затерянном городке появляются пятеро сестёр Миллер. Но их соседка — влиятельная Мари Сарразен, у которой четверо братьев, узнаёт, что на ранчо расположено месторождение нефти. С помощью местного шерифа она решает забрать ранчо у его подозрительных хозяек. Конфликт двух женщин не предусматривает, что в процессе серьёзных разборок в духе Дикого Запада возникнут четыре романтические пары из четырех сестер и четырех братьев.

## Съёмки
Декорации «Маленькое ранчо П.» были построено специально для этого фильма, но оно осталось после завершения съемок и затем стало местом съёмок ряда спагетти-вестернов пока не сгорело дотла в конце 1970-х.
Художник по костюмам — Розин Деламар.

## В ролях
- Брижит Бардо — Луиза
- Клаудия Кардинале — Мария Сарацин
- Майкл Поллард — шериф
- Пэтти Шепард — Маленькая Плю
- Эмма Коэн — Вирджиния
- Тереса Химпера — Кэролайн
- Френс Дуньяк — Элизабет
- Оскар Дэвис — Мэтью
- Жорж Беллер — Марк
- Патрик Прежан — Люк
- Рикардо Сальвино — Ян
- Анри Черняк — Док Миллер
- Валерий Инкижинов — Плюющийся Бык
- Мишлин Прель — тётушка Амели
- Дениз Прованс — мадам Летелиер
- Хосе Луис Лопес Васкес — парикмахер

## Критика
Фильм получил в целом негативные отзывы. Выступление Брижит Бардо, в частности, подверглось критике со стороны Жан-Лу Пассека, который отметил, насколько неуютно она выглядела в обстановке фильма на открытом воздухе, рецензент в «Variety» назвал фильм «предсказуемым, наивным и неуклюжим», в то время как кинокритикТом Милн назвал его «уныло несмешным».